# Santa Cruz dos Milagres
Santa Cruz dos Milagres là một đô thị thuộc bang Piauí, Brasil. Đô thị này có diện tích 984,084 km², dân số năm 2007 là 3334 người, mật độ 3,39 người/km².